# Tversted
Tversted is een plaats in de Deense regio Noord-Jutland, gemeente Hjørring. De plaats telt 585 inwoners (2008).
- Virtual International Authority File: 234722610